# Revolução Democrática da Mongólia

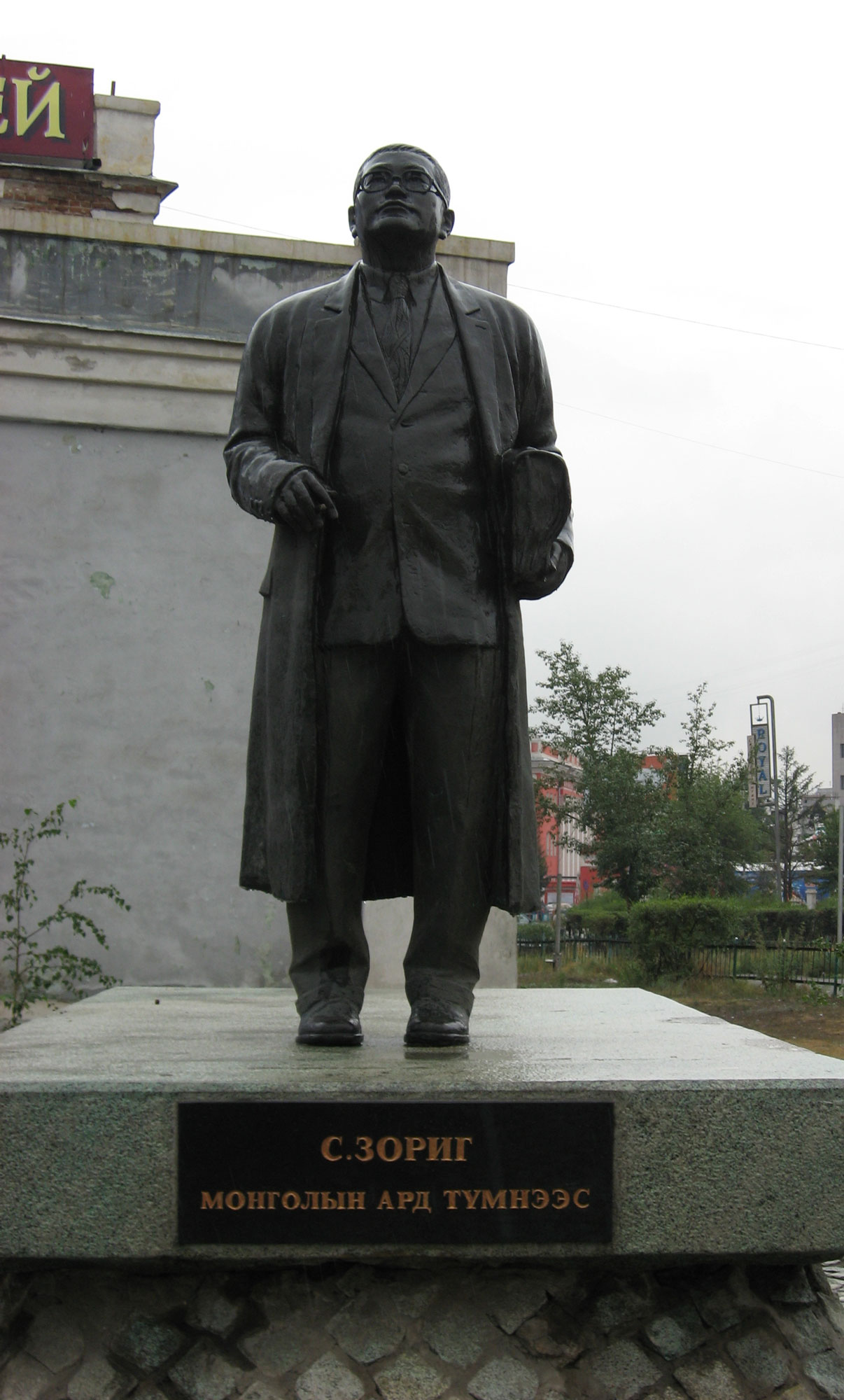
Monumento ao líder pró-democracia Sanjaasürengiin Zorig.

A revolução democrática na Mongólia (em mongol: Ардчилсан хувьсгал, revolução democrática) foi uma revolução política que começou em Ulan Bator (Mongólia), em 1990 e teve como objetivo a derrubada do regime de partido único do Partido Revolucionário do Povo Mongol para transformar o país em regime semi-presidencial que é atualmente, e elaborar uma nova constituição. Foi liderada principalmente por jovens na Praça Sukhbaatar (a principal praça de Ulan Bator), muitos dos quais protestaram através de greves de fome. Ela terminou com a renúncia do governo comunista sem derramamento de sangue. Este foi o começo do fim dos 70 anos da República Popular da Mongólia. Embora tenha criado um sistema multipartidário, o Partido Revolucionário do Povo Mongol permaneceu no poder até 1996, depois de vencer várias eleições. No entanto, as reformas foram realizadas e iniciou-se a transição para uma economia de mercado. Esta revolução foi inspirada pelas reformas da União Soviética e as revoluções semelhantes na Europa Oriental no final de 1989.